# Forward Operating Location
Bei einer Forward Operating Location (FOL), deutsch: vorgelagerter Operationsstützpunkt oder auch vorgeschobener Stützpunkt, handelt es sich um einen Stützpunkt der Streitkräfte der Vereinigten Staaten in einem Gastland. Dabei ist eine FOL
im Prinzip ein Flughafen, der sich wie eine Militärbasis nutzen lässt und über dessen Nutzung ein zeitlich befristeter Vertrag mit dem Gastland geschlossen wurde. Eine FOL kann im Krisenfall schnell genutzt und ausgebaut werden, wobei der normale Betrieb relativ wenige Soldaten oder gar nur technisches Personal benötigt.
Eine FOL muss die Möglichkeit bieten, Flugzeuge bei allen Wetterlagen und nachts starten und landen zu lassen, mit entsprechenden Luftverkehrsüberwachungseinrichtungen und einer Landebahn von mindestens 2500 m Länge ausgestattet sein und die Kapazitäten zur Instandhaltung von Flugzeugen aller Größen bieten. Außerdem müssen genügend große Kapazitäten für den Nachschub an Treibstoffen, für Rettungsaktionen bei Unfällen oder Löschen bei Bränden, sowie Platz für Rampen, Hangars, Büros, Instandhaltung und Lagerraum vorhanden sein.
In Vorbereitung des Afghanistan- und des Irakkrieges richteten die USA mehrere FOLs in der Golfregion ein, nicht aber in den Konfliktgebieten selbst.
Auch in Südamerika wurden mehrere FOLs eingerichtet, z. B. Manta in Ecuador.